# خيتي (الوزير)
كان خيتي وزيرًا مصريًا قديمًا تحت حكم الملك أمن-م-حات الثالث خلال الأسرة الثانية عشرة، حوالي عام 1800 قبل الميلاد. تم التعرف على خيتي من خلال بقايا بردية يعود تاريخها إلى العام 29 من حكم هذا الملك. و هو الوزير الوحيد الذي يمكن بشكل خاص أن يعود تأريخه لحكم الملك أمن-م-حات الثالث. و يشير نص إلى تقلد خيتي منصب الوزير، تم العثور عليه في عدد من مقابر الدولة الحديثة. فيقول النص عنه: لقد أفقر المقربين له في صالح الآخرين. و يبدو أن كلا المصدرين يشيران إلى نفس الشخص.